# Monica Renstig
Anna Monica Renstig, född 8 juli 1952 i Helsingborgs Maria församling, är en svensk journalist och författare.

## Biografi
Monica Renstig avlade civilekonomexamen vid Stockholms universitet 1978, var stipendierad vid Sveriges Marknadsförbund 1978–1979, journalistpraktikant vid Affärsvärlden 1979–1980, vikarierande journalist vid ekonomiredaktionen på Dagens Nyheter 1980, projektledare och ekonomiskribent vid Kreab 1980–1981 och marknadschef vid Datorisering AB 1981–1982. Hon blev egen företagare 1982 då hon startade Renstig Produktion konsult inom data och ekonomi och frilansade från samma år för Affärsvärlden, Ledarskap och Datavärlden. Tillsammans med Anna Eliasson-Lundquist grundade hon Kvinnokompetensen Ledarrekrytering AB 1987.
Renstig har undersökt kvinnors karriärutveckling, hälsa och företagande och tog på uppdrag av Studieförbundet Näringsliv och Samhälle fram statistik över andelen kvinnor på ledande poster i företagen. Tillsammans med Hélène Sandmark vid Karolinska Institutet undersökte hon 2005 orsakerna till kvinnors ökade långtidssjukskrivningar och fann att deltidsarbete är en viktig faktor. 
Hon är VD för Women's Business Research Institute och för Renstig Consulting Group och driver även bokförlaget Samhällsförlaget. Hon medverkade i jämställdhetsminister Nyamko Sabunis arbetsgrupp för jämställdhetsfrågor 2011. Monica Renstig ingick i den svenska regeringsdelegationen ett initiativ av statsminister Fredrik Reinfeldt till UK Summit i London 2011, ett samarrangemang mellan England, Sverige och de andra nordiska och baltiska länderna. 
Renstig var styrelseledamot i Akademiska ridklubben i Stockholm 1977–1981 och grundare av nätverket Kvinnor i näringslivet (KIN-gruppen) Stockholm 1981. Mellan 2011 och 2015 var hon ordförande i BPW Stockholm, Business & Professional Women, fd Yrkeskvinnors klubb.
Hon kandiderade till EU-parlamentet för Folkpartiet 2014 och även till riksdagen samma år. Från 2017 är hon ordinarie ledamot i  kommunfullmäktige i Danderyds kommun för Liberalerna. Renstig var ordförande i Utbildningsnämnden mellan 2016 - 2022 och ledamot i nämnden sedan 2010. Renstig har skrivit ett flertal böcker och rapporter.